# Jeroni Fito i Cantó
Jeroni Fito i Cantó (Artà, 9 de setembre de 1933 - Ciutat de Mallorca, 15 d'abril de 1995).
Els seus pares eren José fitó Pérez, nascut a Zafra (Badajoz) i Antònia Cantó Planisi, descendent de sa Colònia de Sant Pere. Després de fer els estudis primaris a Artà va passar al seminari menor. El 1961 va cantar missa nova a Artà. Després de pocs anys es va secularitzar. Va començar les seves col·laboracions en periodisme i va participar en a modernització de Ràdio Popular. Va passar a Mèxic, on es va casa amb Maria Isabel Muntaner Salvat. D'aquest matrimoni en nasqueren dos fills, n'Alex i en Daniel. Va donar classes de periodisme i radiocomunicació a la Universitat de Mèxic. Exercí de corresponsal de l'agència EFE. Retornat a Mallorca es va dedicar al periodisme. Va ser gerent i copropietari de la Revista Cort. Entre altre coses va ser president del consell assessor de RTVE a les Balears.
Va escriure el llibre de poemes El vent somia barques i després Juan Palabra. Va ser president del setmanari editat a Ciutat de Mallorca, "La Nau". Va estar molt lligat a la revista Bellpuig d'Artà. Va fundar l'editorial "Bec de Ferrutx". Va ser un enamorat d'Artà i de sa Colònia de Sant Pere, on celebrava les "Fites", encontres a Can Rai, deixa de la seva padrina coloniera.

## Obra
- El vent somia barques. Palma: Editorial Cap Farrutx, 1984.- (Terra Roja).
- Juan Palabra. Palma: Los Iconos de Feron, 1994. (Coberta dissenyada per Alex Fito).